# Cichla mirianae
Cichla mirianae är en fiskart som beskrevs av Kullander och Ferreira 2006. Cichla mirianae ingår i släktet Cichla och familjen Cichlidae. Inga underarter finns listade i Catalogue of Life.